# Apriona cinerea
Apriona cinerea es una especie de escarabajo longicornio del género Apriona, subfamilia Lamiinae. Fue descrita científicamente por Chevrolat en 1852.
Se distribuye por Afganistán, China, India y Pakistán. Mide 28-49,3 milímetros de longitud. El período de vuelo de esta especie ocurre en los meses de julio, agosto y septiembre.
Parte de la dieta de Apriona cinerea se compone de plantas de las familias Moraceae, Rosaceae, Salicaceae y Urticaceae.